# ISO 10487
Стандарт ISO 10487 определяет физические параметры разъемов для подключения аудио магнитолы к автомобилю. Он не определяет назначение контактов. Описание назначения контактов в этой статье относится к автомобилям Volkswagen Group.

## Колодки

### Питание (колодка A)
Колодка питания обычно чёрного цвета и содержит контакты для питания и управление устройством.
Распиновка если смотреть на гнездо (маму) со стороны проводов:
| Защелка | 1)Изменение громкости на скорости         | 3) Не Определен             | 5) +12 V внешних устройств (ант.) | 7) +12 V от зажигания |
| Защелка | 2) Выключение звука при телефонном звонке | 4) +12 V постоянно (память) | 6) Подсветка магнитолы            | 8) Земля (масса)      |

Цветовая кодировка:
1. Жёлтый
2. Синий
3. Оранжевый
4. Красный
5. Чёрный

Некоторые производители меняют местами +12 от зажигания и +12 от аккумулятора. Например, Volkswagen Group в поздних моделях.

### Колонки (колодка B)
Колодка подключение акустики обычно коричневого цвета и содержит контакты для подключения акустики.
Распиновка если смотреть на гнездо (маму) со стороны проводов:
| Защелка | 1) Правый Задний (+) | 3) Правый передний (+) | 5) Левый передний (+) | 7) Левый задний (+) |
| Защелка | 2) Правый задний (−) | 4) Правый передний (−) | 6) Левый передний (−) | 8) Левый задний (−) |

1. фиолетовый
2. фиолетовый/чёрный
3. серый
4. серый/чёрный
5. белый
6. белый/чёрный
7. зелёный
8. зелёный/чёрный

### Прочее (колодка C)
Колодка С не обязательна. Она позволяет подключить дополнительные устройства, такие как Навигационную систему или дополнительные усилители.